# Literatura medieval

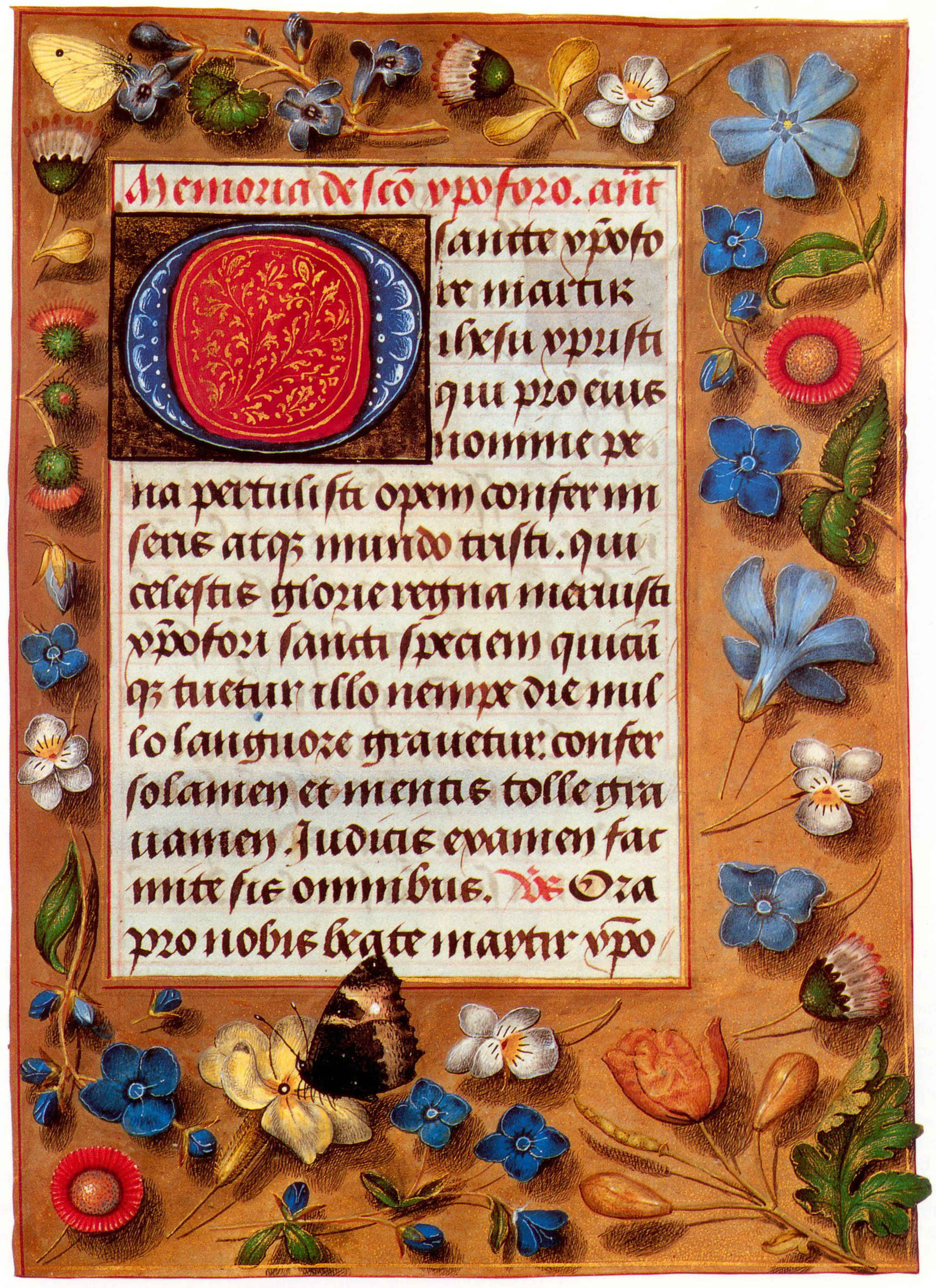
Página do Livro das Horas de Hastings, cerca de 1470.

A literatura medieval é um tema vasto, abrangendo essencialmente todas as obras escritas disponíveis na Europa e além durante a Idade Média (abrangendo o milênio que vai da queda do Império Romano em cerca de 500, até a chegada dos turcos em Constantinopla em fins do século XV). A literatura desta época era composta de escritos religiosos bem como de obras seculares. Da mesma forma que a literatura moderna, é um complexo e rico campo de estudo que vai do totalmente sagrado ao exuberantemente profano, passando por todos os pontos intermediários. Por causa da vasta extensão de tempo e espaço é difícil falar em termos gerais sem simplificar em demasia e assim, a literatura é melhor caracterizada por seu lugar de origem e/ou linguagem, bem como por seu gênero.

## Línguas
Visto que o latim era o idioma usado pela Igreja Católica Romana, a qual dominava a Europa Ocidental e Central, e visto que a Igreja era virtualmente a única fonte de educação, o latim era uma língua comum para os escritos medievais, mesmo em certas partes da Europa que nunca foram romanizadas. Todavia, na Europa Oriental, a influência do Império Romano do Oriente e da Igreja Ortodoxa tornaram o grego e o eslavo eclesiástico as línguas escritas dominantes.
As pessoas simples continuaram a usar seus respectivos vernáculos. Uns poucos exemplos, tais como o Beowulf em inglês antigo, o Nibelungenlied em alto alemão médio, o Digenis Acritas em grego medieval e La Chanson de Roland em francês antigo, são bem conhecidos. Embora as versões existentes destes épicos sejam geralmente considerados obra individual de poetas anônimos, não há dúvida de que baseiam-se em tradições orais populares mais antigas. As tradições célticas sobreviveram nos lais de Maria de França, no Mabinogion e no Ciclo Arturiano.

## Anonimato
Uma quantidade considerável da produção literária medieval é anônima. Isto não se deve somente a falta de documentos de um determinada era, mas também a uma interpretação do papel do autor que difere consideravelmente da interpretação romântica do termo em uso nos dias de hoje. Autores medievais tinham sobre si a sombra dos escritores da Antiguidade Clássica e dos Pais da Igreja e costumavam recontar e embelezar histórias que tinham ouvido ou lido em vez de inventar histórias novas. E mesmo quando o faziam, frequentemente afirmavam estar transcrevendo algo de outro autor. Sob este ponto de vista, os nomes dos autores individuais parecem ter muito menos importância, e desta forma, muitas obras importantes jamais foram atribuídas a alguém em particular.

### Em inglês
- The Online Medieval and Classical Library
- Sinopse dos maiores autores e obras medievais
- The Labyrinth: Recursos para Estudos Medievais
- The Internet Medieval Sourcebook Project
- Shadowed Realm - Conteúdo Medieval e Discussão
- Medieval English Narrator - ouça gravações de excertos da literatura medieval inglesa, com texto e ajuda de tradução. (Dr. Anthony Colaianne, Chris Baugh)

### Em português
- Ângela Correia (2025) «Argumentação feminina na Lenda do Rei Rodrigo (Crónica Geral de Espanha de 1344)» Revista de Literatura Medieval
- Ângela Correia (2022) «Ai flores, ai flores do verde pino: edição crítica e interpretação». Revista Galega de Filoloxía
- Literatura medieval portuguesa em UOL. Acessado em 27 de maio de 2007.
- Projecto Vercial - Literatura Medieval. Acessado em 27 de maio de 2007.
- Elementos para uma nova antologia da poesia profana medieval galego-portuguesa por Xoán Carlos Lagares. Acessado em 27 de maio de 2007.
- Literatura medieval portuguesa em Enciclopédia Universal Multimédia. Acessado em 27 de maio de 2007.